# Уил Феръл
Уил Феръл (на английски: Will Ferrell) е американски актьор и писател, номиниран за „Сателит“, „Сатурн“, две награди „Златен глобус“ и три награди „Еми“. От 2015 г. има звезда на Холивудската алея на славата.

## Биография
Уил Феръл е роден е на 16 юли 1967 г. в град Ървайн в щата Калифорния.
Завършва спортна журналистика в Южнокалифорнийския университет през 1990 г.
Женен е за шведската актриса Вивека Паулин от 2000 г., с която има двамат сина.

## Кариера
Феръл участвал в над 90 филма и сериала, между които филма Не може да бъде! (2006 г.)

## Частична филмография
1997 – „Остин Пауърс“ (Austin Powers: International Man of Mystery)
- 1998 – „Една нощ в Роксбъри“ (A Night at the Roxbury)
- 1999 – „Момчетата от предградията“ (The Suburbans)
- 1999 – „Остин Пауърс: Шпионинът любовник“ (Austin Powers: The Spy Who Shagged Me)
- 2000 – „Мъж на всички жени“ (The Ladies Man)
- 2001 – „Зулендър“ (Zoolander)
- 2003 – „Доброто старо време“ (Old School)
- 2003 – „Елф“ (Elf)
- 2004 – „Мелинда и Мелинда“ (Melinda and Melinda)
- 2005 – „Уендъл Бейкър“ (The Wendell Baker Story)
- 2005 – „Продуцентите“ (The Producers)
- 2005 – „Презимуващите“ (Winter Passing)
- 2005 – „Омагьосване“ (Bewitched)
- 2006 – „Не може да бъде!“ (Stranger than Fiction)
- 2006 – „Рики Боби: Лудият на макс“ (Talladega Nights: The Ballad of Ricky Bobby)
- 2006 – „Любопитния Джордж“ (Curious George)
- 2007 - "Остриетата на славата"(Blades of Glory)
- 2008 – „Полу-професионалисти“ (Semi-Pro)
- 2008 – „Доведени братя“ (Step Brothers)
- 2010 – „Ченгета в резерв“ (The Other Guys)
- 2010 – „Мегаум“ (Megamind)
- 2014 – „LEGO: Филмът“ (The Lego Movie)
- 2015 – „Пандиз експерт“ (Get Hard)
- 2015 – „Баща в излишък“ (Daddy's Home)
- 2016 – „Зулендър 2“ (Zoolander 2)